# Vidnoe
Vidnoe (in russo Видное?) è una città della Russia di circa 52 000 abitanti, situata a tre chilometri da Mosca, in Russia. Fino al 2019 era capoluogo del Leninskij rajon.

## Storia
Fondata nel 1902 come Rastorguevo, originariamente luogo di villeggiatura, dal 1949 Vidnoe divenne un importante centro industriale, grazie all'apertura della fabbrica di carbone e gas. Nel 1965, le venne riconosciuto il titolo di città.

## Servizi e sport
La città dispone di un'emittente televisiva, Vidnoe-TV, e di un quotidiano, Vidnovskie Vesti. La locale società di pallacanestro femminile, la Spartak Regione di Mosca, ha organizzato la finale della EuroLeague Women nel 2007, vinta proprio dalla società russa.